# Електроніка з низьким споживанням
Низькочастотна електроніка — це електроніка, призначена для використання меншої електричної потужності, наприклад, процесори ноутбуків.

## Історія

### Годинники
Найперші спроби зменшити потужність, необхідну електронному пристрою, пов'язані з розвитком наручного годинника. Електронні годинники вимагають електрики як джерела живлення, а деякі механічні рухи та гібридні електромеханічні рухи також потребують електроенергії. Зазвичай електрику забезпечує змінний акумулятор. Перше використання електричної потужності у годинниках було заміною основної пружини, щоб видалити необхідність в намотуванні. Перший електричний годинник, Hamilton Electric 500, був випущений в 1957 році компанією Pulsar, що належала компанії Hamilton Watch Company в Ланкастер, штат Пенсільванія.
Годинники батарей (щиро кажучи, елементи, як батарея складені з декількох осередків) спеціально розроблені для їх призначення. Вони дуже малі і забезпечують мінімальну кількість енергії постійно протягом дуже тривалих періодів (кілька років і більше). У деяких випадках заміна акумулятора вимагає поїздки в магазин-годинник-ремонт або годинник-дилер. Акумулятори використовуються в деяких годинниках із сонячним енергією.
Перший цифровий електронний годинник, прототип Pulsar LED у 1970 році. Цифрові світлодіодні годинники були дуже дорогими та недоступними для звичайного споживача до 1975 року, коли Texas Instruments почав масово виробляти світлодіодні годинники всередині пластикової футляри.
Більшість годин із світлодіодними дисплеями вимагають, щоб користувач натискав кнопку, щоб побачити час, який відображався протягом декількох секунд, тому що світлодіоди використовували стільки енергії, що їх не можна було постійно підтримувати. Годинники із світлодіодними дисплеями були популярними протягом декількох років, але незабаром світлодіодні дисплеї були замінені рідкокристалічними дисплеями (РК-дисплеями), які використовували менше енергії акумулятора та були набагато зручнішими у використанні, при цьому дисплей завжди видно, і не потрібно натискати кнопку, перш ніж побачити час. Тільки в темряві вам довелося натиснути кнопку, щоб висвітлити дисплей з крихітною лампочкою, а потім освітлювати світлодіоди.
Станом на 2013 рік, процесори, спеціально розроблені для наручних годин, — це найнижчі потужності процесорів, вироблених сьогодні, часто — 4-бітні, 32 кГц.

### Мобільні обчислення
Коли перші ПК були розроблені, споживання енергії не було проблемою. Незабаром після цього почалося розробка портативних комп'ютерів, і разом з цим вимога про вимкнення комп'ютера з акумулятора, відключення від пошуку компромісу між обчислювальною потужністю та енергоспоживанням. Спочатку більшість процесорів працювали як на ядрі, так і на вході-виході на 5 вольт, як і в Intel 8088, що використовується першим Compaq Portable. Це пізніше було зменшено до 3,5, 3,3 та 2,5 вольт для зниження енергоспоживання. Наприклад, напруга ядра Pentium P5 знизилася з 5 В у 1993 році до 2,5 В у 1997 році.
При зниженій напрузі знижується загальне енергоспоживання. Використовуючи менше енергії, система буде дешевше працювати, але що важливіше для портативних або мобільних систем, це буде працювати значно довше за існуючої технології акумулятора. Акцент на роботу акумулятора зумовив багато досягнень у зниженні напруги процесора, оскільки це сильно впливає на тривалість роботи акумулятора. Друга велика перевага полягає в тому, що з меншою напругою і, отже, меншим енергоспоживанням, буде менше виробленої теплоти. Процесори, які працюють на прохолодному пристрої, можуть бути більш надійно упаковані в системи та триватимуть довше. Третя основна перевага полягає в тому, що процесор, що працює на прохолодному пристрої за меншої потужності, може працювати швидше. Зниження напруги стало одним з ключових факторів, що дозволило збільшити частоту процесорів.

## Електроніка

### Обчислювальні елементи
Щільність та швидкість обчислювальних елементів інтегральної схеми збільшилися експоненціально протягом декількох десятиліть, слідуючи тенденції, описаної Законом Мура. Хоча загальновизнано, що ця тенденція до покращення експоненцій закінчиться, незрозуміло, наскільки щільні і швидкі інтегральні схеми будуть досягнуті до моменту досягнення цього пункту. Були продемонстровані робочі пристрої, які були виготовлені з транзисторним каналом MOSFET довжиною 6,3 нанометрів з використанням звичайних напівпровідникових матеріалів, а також були побудовані пристрої, що використовували вуглецеві нанотрубки як ворота MOSFET, що дало довжину каналу приблизно один нанометр. Щільність та обчислювальна потужність інтегральних мікросхем обмежуються насамперед проблемами розсіювання енергії.
Загальна споживана потужність нового персонального комп'ютера збільшується приблизно на 22 % за рік. Це збільшення споживання відбувається, навіть якщо енергія, споживана єдиною схемою CMOS для зміни стану, експоненціально знизилася за законом Мура, що зменшує розмір процесу.
Мікросхема інтегральної мікросхеми містить багато ємнісних навантажень, сформованих як навмисно (як з ємкістю від ворота до каналу), так і ненавмисно (між провідниками, що знаходяться поруч один з одним, але не пов'язані електрично). Зміна стану ланцюга викликає зміну напруги на цих паразитних ємностях, що передбачає зміну кількості накопиченої енергії. Оскільки ємнісні навантаження заряджаються і скидаються через резистивні пристрої, кількість енергії, порівнянної з тим, що зберігається в конденсаторі, розсіюється як тепло:
{\displaystyle E_{\mathrm {stored} }={1 \over 2}CU^{2}}
Вплив розсіювання тепла на зміну стану полягає в обмеженні обсягу обчислень, які можуть бути виконані в межах певного бюджету влади. У той час як усадка пристрою може зменшити деякі паразитичні ємності, кількість пристроїв на інтегральній мікросхем збільшилася більш ніж достатньо, щоб компенсувати зменшену ємність у кожному окремому пристрої. Наприклад, деякі схеми — динамічна логіка — вимагають мінімальної тактової частоти, щоб правильно функціонувати, витрачаючи «динамічну потужність», навіть якщо вони не виконують корисних обчислень. Інші схеми — перш за все, RCA 1802, але також кілька пізніх чипів, таких як WDC 65C02, Intel 80C85, Freescale 68HC11 та деякі інші чипи CMOS — використовують «повністю статичну логіку», яка не має мінімальної тактової частоти, але може « зупини годинник „і тримай їхній стан на невизначений термін. Коли годинник зупиняється, такі схеми не використовують динамічної потужності, але вони все ще мають невелике статичне споживання електроенергії, спричинені струмом витоку.
Оскільки параметри схеми зменшуються, підпоточний струм витоку стає більш помітним. Цей струм витоку призводить до енергоспоживання, навіть коли не відбувається перемикання (статичне споживання енергії). У сучасних мікросхемах цей струм зазвичай припадає на половину потужності, що споживається ІК.

### Зниження втрат потужності
Втрати від підпорогових витоків можуть бути зменшені шляхом підвищення порогової напруги та зниження напруги живлення. Обидва ці зміни значно уповільнюють ланцюг. Для вирішення цього питання деякі сучасні схеми малої потужності використовують подвійні напруги живлення для покращення швидкості на критичних шляхах схеми та зниження енергоспоживання на некритичних шляхах. Деякі схеми навіть використовують різні транзистори (з різними пороговими напругами) в різних частинах ланцюга, з метою подальшого зниження енергоспоживання без значної втрати продуктивності.
Іншим способом, який використовується для зменшення енергоспоживання, є перемикання потужності: використання транзисторів сну для відключення цілих блоків, коли вони не використовуються. Системи, що не працюють протягом тривалого періоду часу і «прокидаються» для проведення періодичної діяльності, часто знаходяться в ізольованому місці, що контролює діяльність. Ці системи, як правило, працюють на акумуляторі або на сонячних батареях, і, отже, зниження споживання енергії є ключовим питанням проектування цих систем. Закривши функціональний, але герметичний блок до його використання, ток витоку може бути значно зменшений. Для деяких вбудованих систем, які функціонують лише протягом коротких періодів часу, це може суттєво зменшити споживання енергії.
Також існують ще два методи зниження енергетичних накладних витрат державних змін. Одна з них полягає в тому, щоб знизити робочу напругу схеми, як у процесорі з подвійним напругою, або зменшити зміну напруги при зміні стану (робити лише зміну стану, змінюючи напругу вузла на частку низької напруги живлення диференційна сигналізація, наприклад). Цей підхід обмежений тепловими шумами всередині ланцюга. Існує характерна напруга (пропорційна температурі пристрою та постійній Больцмана), яка повинна перевищувати напругу переключення стану, щоб схема була стійкою до шуму. Це, як правило, становить близько 50-100 мВ для пристроїв, що оцінюються за зовнішньою температурою 100 градусів за Цельсієм (близько 4 кТ, де Т — внутрішня температура в келінах, k — константа Больцмана).
Другий підхід полягає в тому, щоб спробувати заряджати ємні навантаження через шляхи, які не є резистивними. Це принцип, що лежить в основі адіабатичних схем. Заряд постачається як з індуктивного джерела живлення змінного напруги, так і від інших елементів в оборотній схемі. В обох випадках передача заряду повинна в першу чергу регулюватися не резистивним навантаженням. Як практичне правило, це означає, що швидкість зміни сигналу повинна бути повільною, ніж та, яка продиктована константою часу RC для керованої ланцюга. Іншими словами, ціна зменшення споживання електроенергії на одиницю обчислень є зменшеною абсолютною швидкістю обчислення. На практиці, хоча були побудовані адіабатичні схеми, вони були важко використані, щоб значно зменшити обчислювальні потужності в практичних схемах.
Нарешті, існує кілька методів зменшення кількості змін стану, пов'язаних з даним обчисленням. Для часових логічних схем використовується технологія синхронізації годин, щоб уникнути зміни стану функціональних блоків, які не потрібні для даної операції. Як більш екстремальна альтернатива, асинхронний логічний підхід реалізує схеми таким чином, що спеціальні годинники, що постачаються ззовні, не потрібні. Незважаючи на те, що обидві ці методи застосовуються в різних масштабах у конструкції інтегральних схем, границя практичної застосовності для кожного, здається, була досягнута.

### Елементи бездротового зв'язку
Існує безліч способів зменшення обсягу енергії акумулятора, необхідного для потрібної потужності бездротового зв'язку.
Деякі бездротові сіткові мережі використовують «розумні» технології передачі низької потужності, що знижують енергію акумулятора, необхідну для передачі.
Це можна досягти, використовуючи власні протоколи та спільні системи управління потужністю.

### Витрати
Якщо поточні тенденції продовжуватимуться, «витрати на енергоносії, які зараз становлять близько 10 % від середнього ІТ-бюджету, можуть зрости до 50 % … до 2010 року».
Вага та вартість систем живлення та охолодження зазвичай залежать від максимально можливої потужності, яка може бути використана в певний момент. Існує два способи запобігання постійному пошкодженню системи через надмірне тепло. Більшість настільних комп'ютерів розробляють системи живлення та охолодження навколо найгіршого розсіювання потужності процесора на максимальній частоті, максимальному навантаженні та найгіршому середовищі. Щоб зменшити вагу та вартість, багато комп'ютерів для ноутбуків вирішили використовувати набагато більш легку, менш вартісну систему охолодження, спроектовану навколо набагато меншої потужності теплового проектування, що трохи перевищує очікувану максимальну частоту, типове навантаження та типове середовище. Як правило, такі системи зменшують частоту тактових частот, коли температура процесора вмирає, температура стає надто жаркою, зменшуючи потужність, розсіювану до рівня, який може працювати система охолодження.